# Atizapán de Zaragoza
Atizapán de Zaragoza (del nàhuatl, que vol dir Lloc on la tiza) és un municipi metropolità de l'estat de Mèxic, que forma part de l'àrea metropolitana de la ciutat de Mèxic. Ciudad Adolfo López Mateos és el cap de municipi i principal centre de població d'aquesta municipalitat.
Aquest municipi es troba a la part nord-central de l'estat de Mèxic. Limita al nord amb els municipis de Nicolas Romero i Cuautitlán Izcalli, al sud amb Naucalpan de Juárez, a l'oest amb Tlalnepantla de Baz i a l'est amb Isidro Fabela. Dista de la capital de l'estat uns trenta-vuit quilòmetres